# 청주 용암사 석조비로자나불좌상
청주 용암사 석조비로자나불좌상(淸州 龍岩寺 石造毘盧遮那佛坐像)은 충청북도 청주시 청원구, 청주대학교박물관에 있는 불상이다. 1976년 12월 21일 충청북도의 유형문화재 제23호로 지정되었다.

## 개요
청주대학교 안 용암사에 있는 불상으로, 광배는 없고 대좌(臺座)와 불신만이 남아있는 통일신라 후기의 전형적인 비로자나불상이다.
머리에는 작은 소라 모양의 머리칼을 붙여 놓았으며, 그 위로 상투 모양의 머리묶음이 큼직하게 표현되었다. 활모양의 눈썹, 큼직한 코, 굳게 다문 입 등은 양감있는 얼굴과 알맞게 조화되어 원만한 인상을 보여주고 있다. 두 귀는 거의 어깨까지 내려왔으며 목에는 부드러운 곡선의 3주름이 표현되었다.
옷은 양 어깨를 감싸고 있으며 옷주름은 좌우대칭의 평행선으로 약간 도식화되었다. 단정하나 활력이 없고 약간 위축된 듯한 신체의 표현은 통일신라시대 불상의 특징을 잘 보여주고 있다. 대좌는 상·중·하대로 구성되었는데 중대석의 각면에는 향로, 보살상 등이 조각되어 있다.
9세기 말 내지 10세기 초의 전형적인 석불좌상 양식을 보여주는 작품으로 평가된다.

## 사진

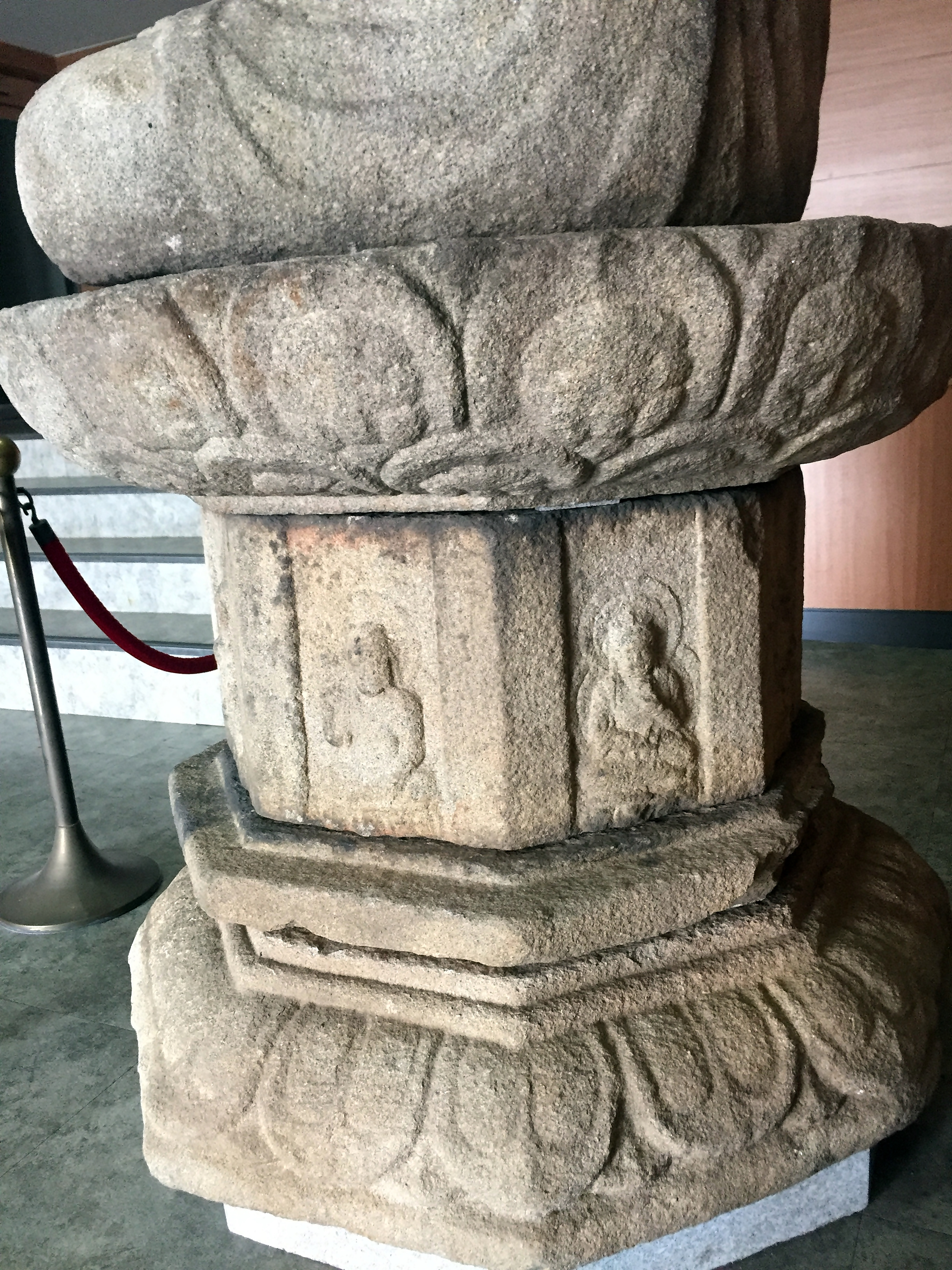
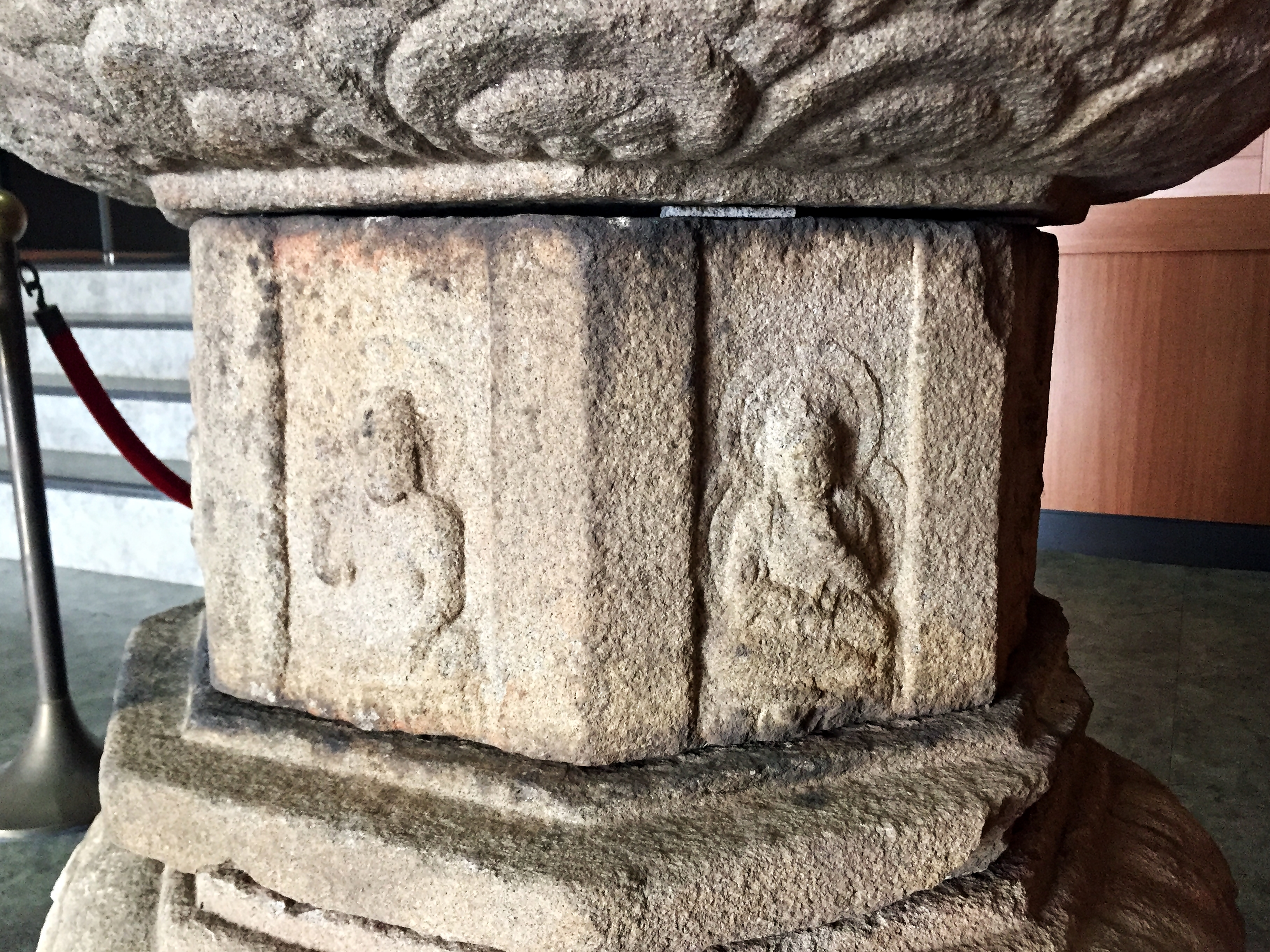
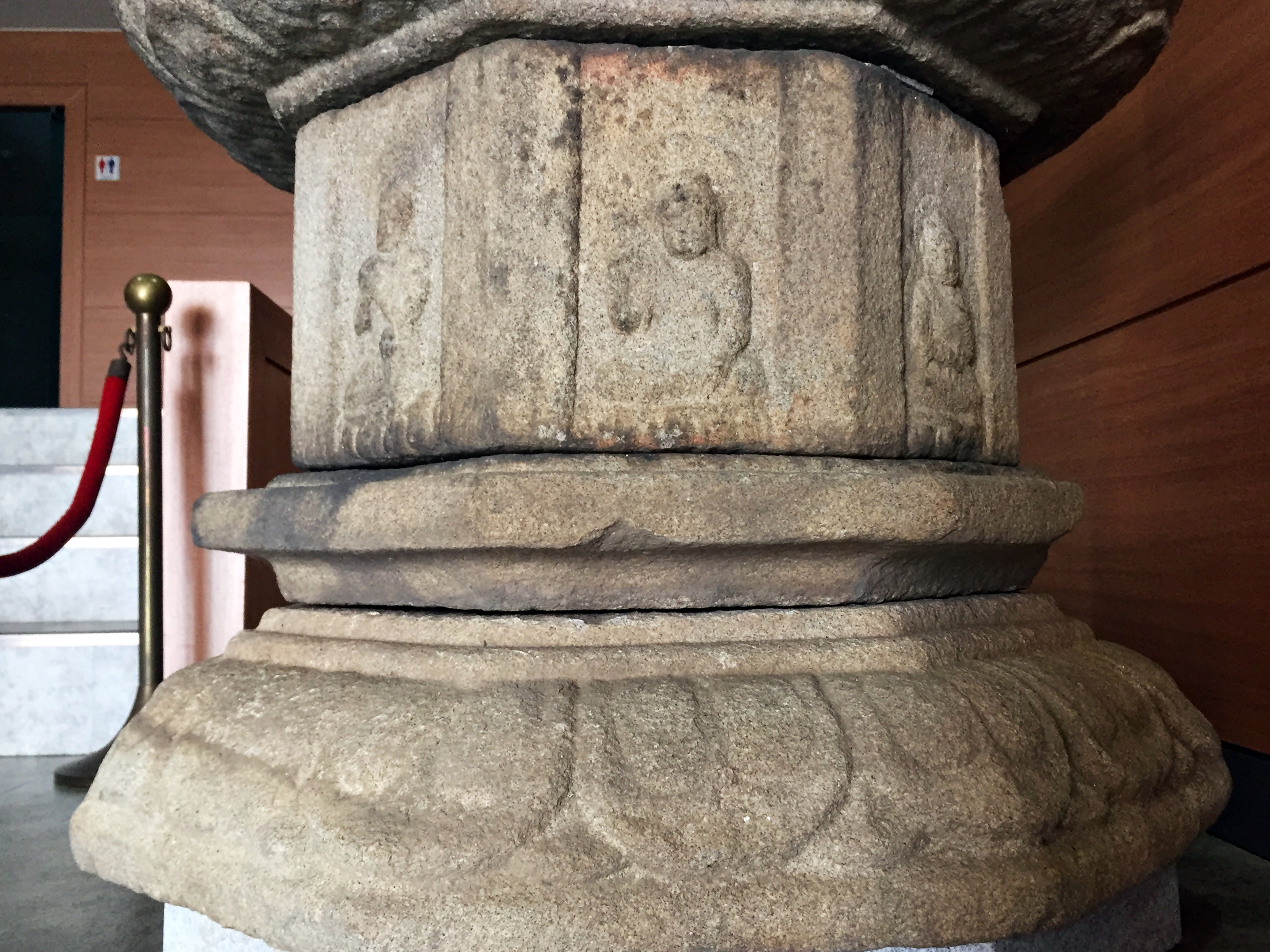
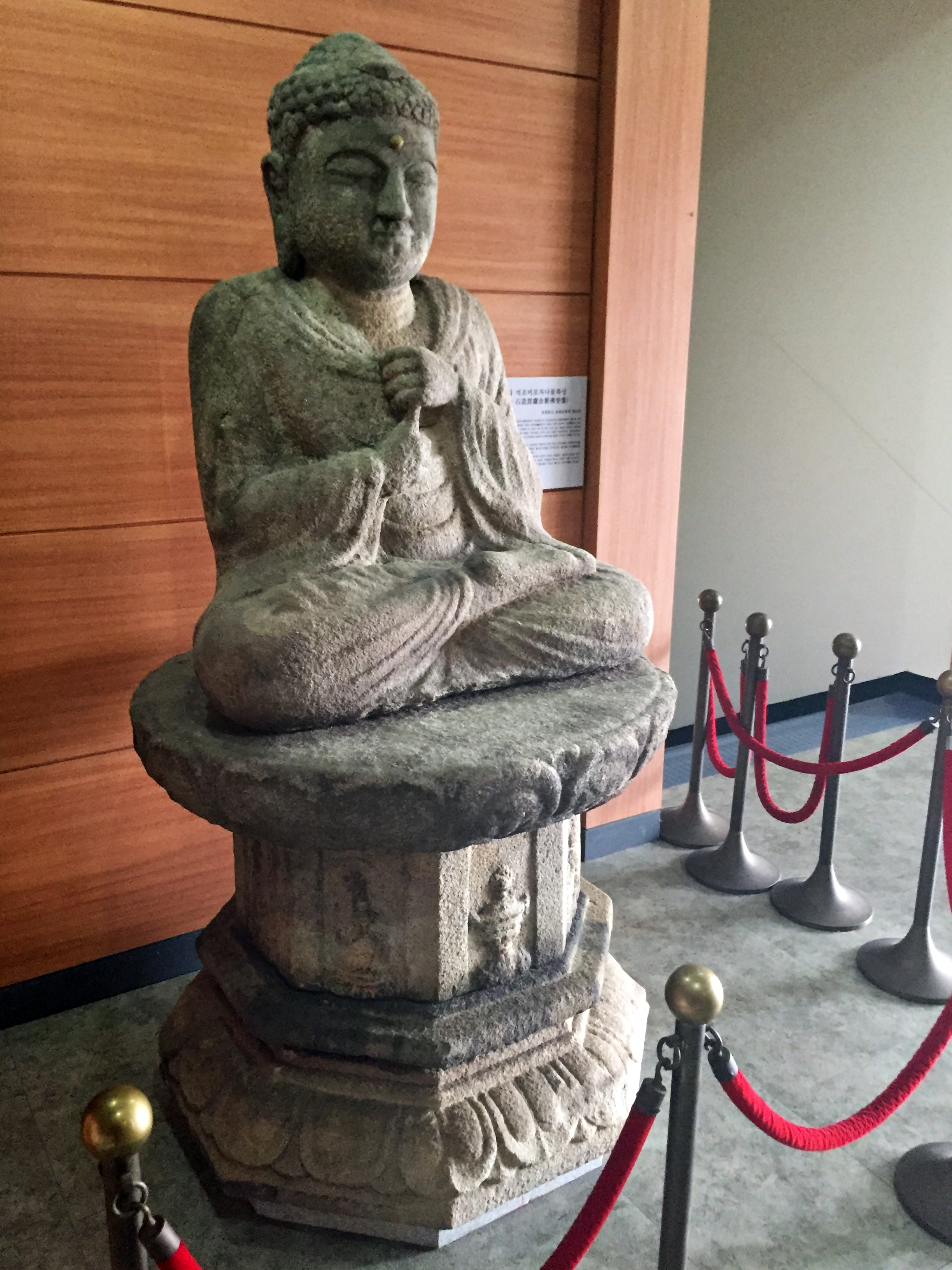
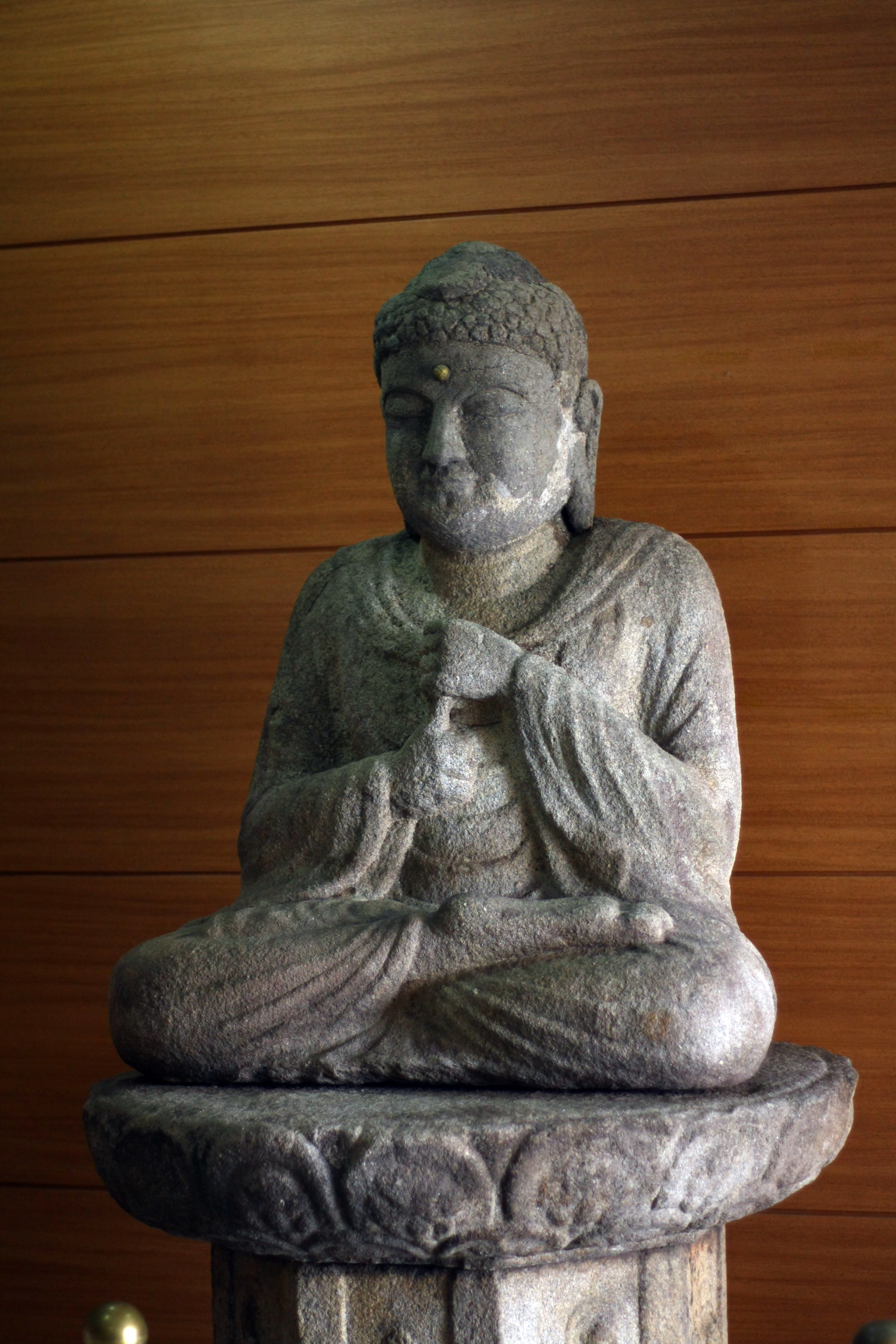
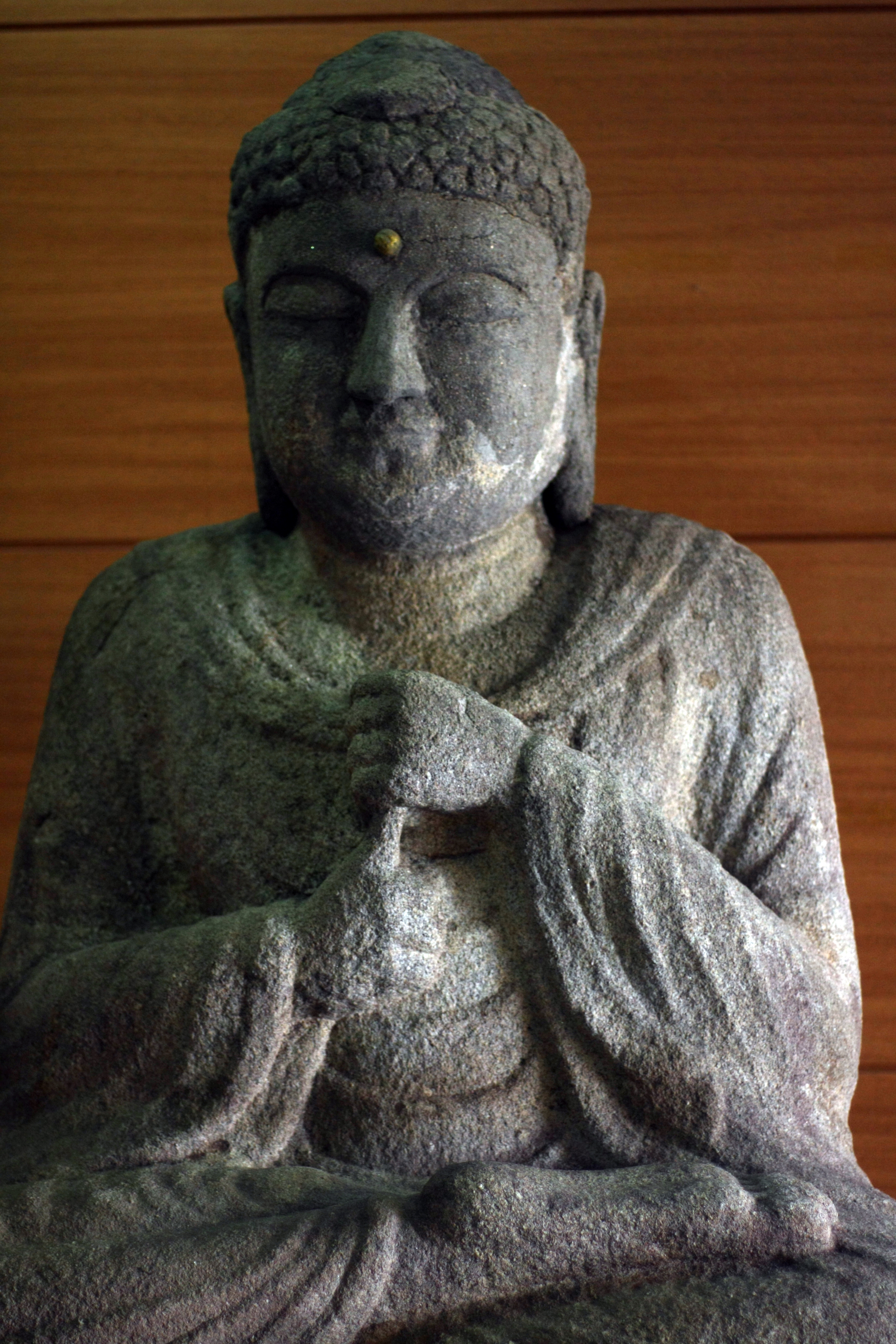
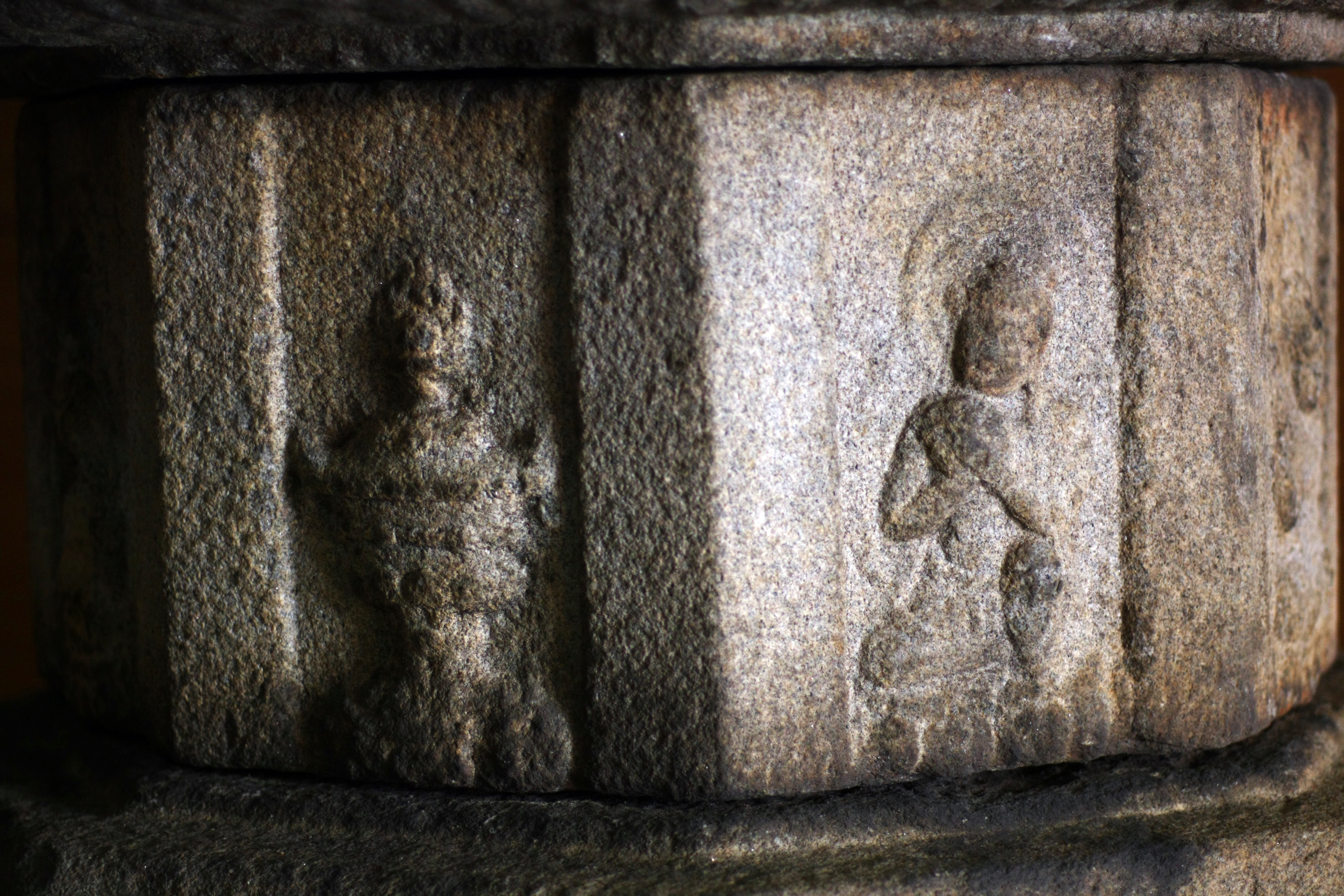
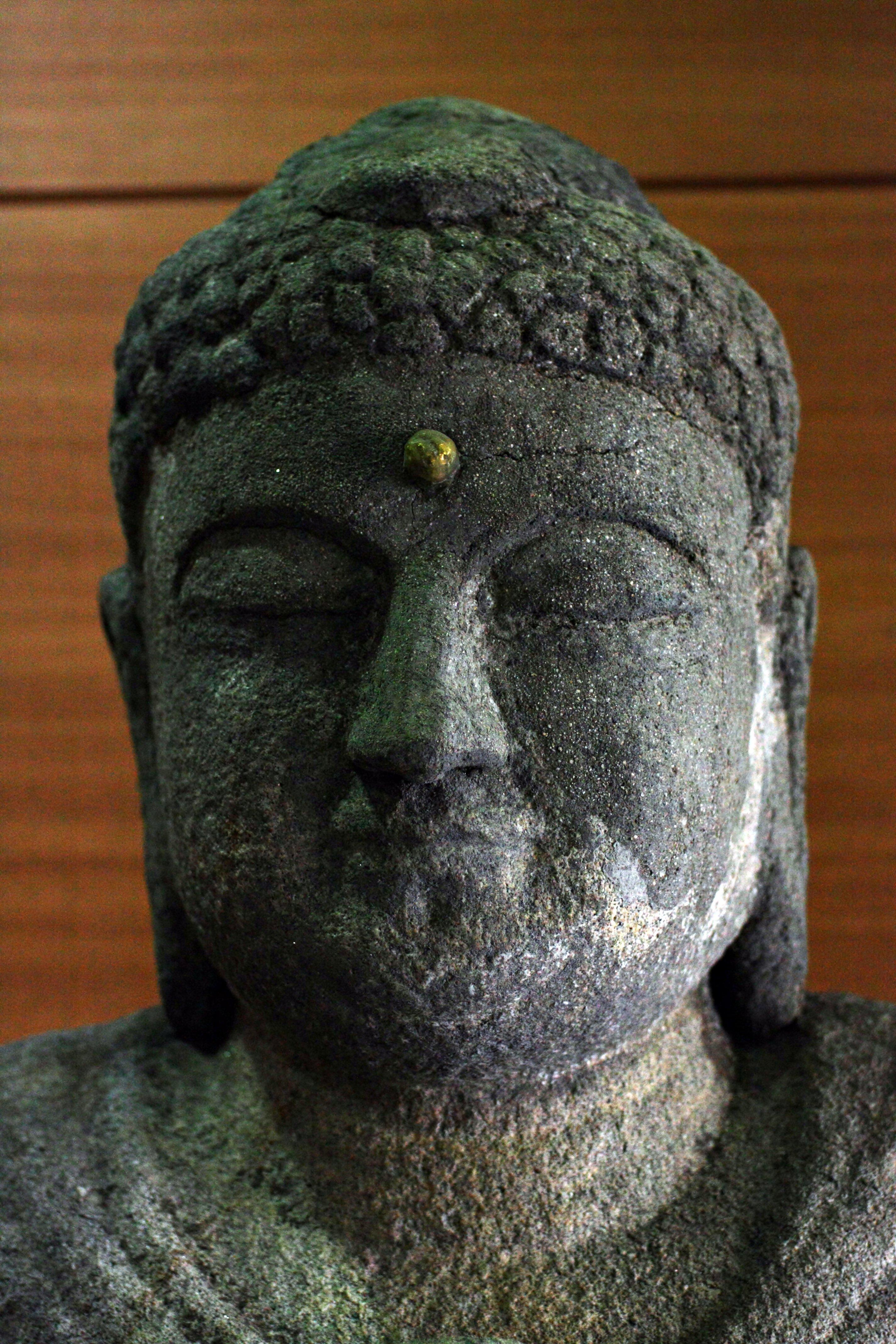

## 참고 자료
- 청주 용암사 석조비로자나불좌상 - 국가유산청 국가유산포털